# Gmina Suchowola
Die Gmina Suchowola ist eine Stadt-und-Land-Gemeinde im Powiat Sokólski der Woiwodschaft Podlachien in Polen. Ihr Sitz ist die gleichnamige Stadt mit etwa 2200 Einwohnern.

## Geographie
Die Gemeinde liegt im Nordosten Landes im Gebiet der Biebrzasümpfe. Suchowola gilt als einer der geografischen Mittelpunkte Europas.

## Geschichte
Zwischen 1795 und 1807 gehörte das Gebiet zu Preußen, anschließend bis 1918 zu Russland und dann zu Polen. Im Jahr 1950 verlor Suchowola seine Stadtrechte, die 1997 wieder erteilt wurden.

## Gliederung
Die Stadt-und-Land-Gemeinde (gmina miejsko-wiejska) Suchowola umfasst ein Gebiet von 255,9 km² und hat etwa 7000 Einwohner. Dazu gehören folgende Ortschaften:
- Bachmackie Kolonie
- Czerwonka
- Domuraty
- Grodzisk
- Grymiaczki
- Horodnianka
- Jatwieź Mała
- Jatwieź Wielka
- Karpowicze
- Kiersnówka
- Kopciówka
- Krzywa
- Laudańszczyzna
- Okopy
- Pokośno
- Połomin
- Rutkowszczyzna
- Suchowola – Stadt
- Wólka

## Persönlichkeiten
- Jerzy Popiełuszko (1947–1984), von den Kommunisten ermordeter Priester; geboren in Okopy.